# Juscelinomys
Genre
Juscelinomys est un genre de rongeurs de la famille des Cricétidés.

## Liste des espèces
Selon ITIS (20 décembre 2016) :
- Juscelinomys candango Moojen, 1965
- Juscelinomys guaporensis Emmons, 1999
- Juscelinomys huanchacae Emmons, 1999